# Suimanga ametista
El suimanga ametista (Chalcomitra amethystina) és una espècie d'ocell de la família dels nectarínids (Nectariniidae) que habita la zona afrotròpica.

## Hàbitat i distribució
Habita boscos poc densos d'Àfrica, des del sud de Somàlia, el Sudan del Sud i la República del Congo, cap al sud, fins al sud de Sud-àfrica.

## Subespècies
S'han descrit 6 subespècies:
- C. a. adjuncta (Clancey, 1975). Sud-est de Botswana, sud de Moçambic i nord-est de Sud-àfrica.
- C. a. amethystina (Shaw, 1812). Est i sud de Sud-àfrica.
- C. a. deminuta Cabanis, 1880. Des del sud-est de Gabon i sud de la República del Congo, fins al sud-oest de la República Democràtica del Congo, Angola, centre i oest de Zàmbia, i nord de Botswana i de Namíbia.
- C. a. doggetti (Sharpe, 1902). Des de l'oest de Kenya, sud-est de Sudan del Sud i nord-est d'Uganda, fins al nord i centre de Tanzània.
- C. a. kalckreuthi (Cabanis, 1878). Sud de Somàlia, est de Kenya i nord-est de Tanzània.
- C. a. kirkii (Shelley, 1876). Des de l'oest i centre de Tanzània, fins al sud-est de la República Democràtica del Congo, est de Zàmbia, Zimbàbue i est de Botswana.